# Мемориал (организация)
Международное историко-просветительское, правозащитное и благотворительное общество «Мемориа́л» или «Международный Мемориал» — неправительственная организация, созданная для исследования политических репрессий в СССР. Учреждёна в 1992 году в Москве. Ей предшествовала московская общественная группа «Мемориал», возникшая в 1987 году и давшая начало ряду региональных организаций и групп. В 1989 году они объединились во Всесоюзное историко-просветительское общество «Мемориал».
«Международный Мемориал» представляет собой содружество десятка организаций в России, Германии, Казахстане, Италии, Чехии, Бельгии, Франции и Украине, ведущих исследовательскую, правозащитную и просветительскую работу. Согласно уставу общества, «Мемориал» ставит своими целями:
- содействие развитию гражданского общества, правового сознания граждан и демократического правового государства, чтобы не допустить возврата к тоталитаризму;
- помощь в популяризации демократических ценностей и утверждении прав личности;
- увековечение памяти жертв политических репрессий и восстановление исторической правды[3][4].

Организация занимается выявлением и распространением сведений о преступлениях тоталитарных режимов XX века, реабилитацией репрессированных и помощью их семьям. Организация запустила проект «Возвращение имён» и поддерживает «Последний адрес», создала и опубликовала онлайн-базу жертв политического террора с более чем 2 млн имён. Общество ведёт широкую правозащитную деятельность и в отношении современных случаев нарушения прав человека. Центр защиты прав человека «Мемориал» проводит мониторинг и документацию случаев нарушения прав человека, юридическое консультирование беженцев и политзаключённых.
29 декабря 2021 года решением Мосгорсуда были ликвидированы российские юридические лица «Международного Мемориала» и Правозащитного центра «Мемориал». Обе организации продолжили работу без регистрации юридических лиц. В настоящее время организация представлена рядом независимых экспертов, продолжающих вести свою деятельность вне России.
7 октября 2022 года Нобелевский комитет присудил «Мемориалу» премию мира.

## История

### Предпосылки появления

Прежняя эмблема общества "Мемориал"

Только по официальным данным во время сталинских репрессий за 1930—1953 годы по политическим мотивам было осуждено 3 778 234 человека, из них 786 098 человек приговорены к расстрелу. Судьбы убитых во время сталинского Большого террора долгое время являлись государственной тайной. Изначально близким арестованных при обращении отвечали, что они «не числятся» в данной тюрьме или органе НКВД. С 1939 года родным сообщали о приговоре на «10 лет без права переписки», а с конца 1945 года — о смерти в заключении по естественным причинам. Несмотря ни на что, родные продолжали интересоваться судьбой своих пропавших близких, собирая свидетельства и слухи, постепенно убеждаясь в их трагической гибели. В 1963 году власти разрешили в ответ на запросы сообщать о расстрелах приговорённых «тройками» и «двойками», но только если ранее родным не выдавались фальшивые справки о смерти. Только с 1988 года это ограничение было снято. Однако большинство мест убийств и захоронений были и остаются государственной тайной. Как правило, место захоронения не указывали даже в акте о приведении приговора в исполнение. По состоянию на конец 2019 года список этих мест официально не опубликован. В 2014 году Межведомственная Комиссия по защите гостайны под руководством президента РФ продлила срок секретности для архивов НКВД до 2044 года.

### XX век
«Мемориал» сформировался в 1987 году на основе историко-просветительской секции клуба «Демократическая перестройка», который проводил регулярные встречи в зале Центрального экономико-математического института РАН. К тому моменту впервые за XX век в стране стало возможно открытое признание и осуждение репрессий. По воспоминаниям исполнительного директора «Мемориала» Елены Жемковой, однажды осенью 1987 года после встречи клуба Юрий Самодуров предложил нескольким участникам задержаться после заседания и обсудить практические шаги, которые позволили бы реабилитировать жертв политических репрессий и увековечить их память. Первой идеей стал сбор подписей за установку монумента в честь погибших от террора (позднее им стал Соловецкий камень в Москве). Вскоре отделения кружка были открыты в Красноярске, Новосибирске, Харькове, Воронеже, Томске. Чтобы избежать вертикальной иерархии, каждая из ячеек регистрировалась как самостоятельная организация. Процесс выбора в члены совета «Мемориала» был устроен так: на Пушкинской площади в Москве волонтёры опрашивали прохожих и составили список из 20 самых часто называемых фамилий. В него вошли Виталий Коротич (263 голоса), Андрей Сахаров (214), Дмитрий Лихачёв (143), Борис Ельцин (141), Юрий Афанасьев (98), Григорий Бакланов (96), Юрий Карякин (60), Евгений Евтушенко (60), Булат Окуджава (56), Алесь Адамович (53), Александр Солженицын (50) и др. Солженицын, поблагодарив за предложение, отказался от вступления в совет, так как не видел для себя возможности приносить «Мемориалу» реальную помощь, находясь за рубежом.
В июне 1988 года «Мемориал» смог согласовать с властями и провести в московском парке Дружбы митинг памяти жертв политических террора, на котором выступили академик Андрей Сахаров, Сергей Ковалёв, Юрий Афанасьев, Элем Климов. Посетившим митинг представителям ЦК КПСС передали 45 тыс. подписей, собранных за установку памятника жертвам репрессий. 14 июня 1988 состоялся ленинградский митинг в Юсуповском саду, на котором выступили Вениамин Иофе, Юлий Рыбаков, Дмитрий Мачинский, Самуил Лурье. В августе 1988 Сахарова избрали председателем Совета «Мемориала», однако организация так и не имела на тот момент официальной регистрации.
Андрей Сахаров пытался добиться регистрации «Мемориала», неоднократно встречался с представителями власти, принимал активное участие в создании подготовительной конференции. Она прошла 29-30 октября 1988 года, участниками стали около 600 человек. Фактически конференция должна была стать учредительной, однако за неделю до её проведения ЦК КПСС вызвало представителей общественного совета организации и предъявило претензии к Уставу, счетам и другим аспектам деятельности, запретило выпускать «Вестник Мемориала» и отказалось регистрировать общество. Параллельно власти стали оказывать давление на членов региональных ячеек общества.

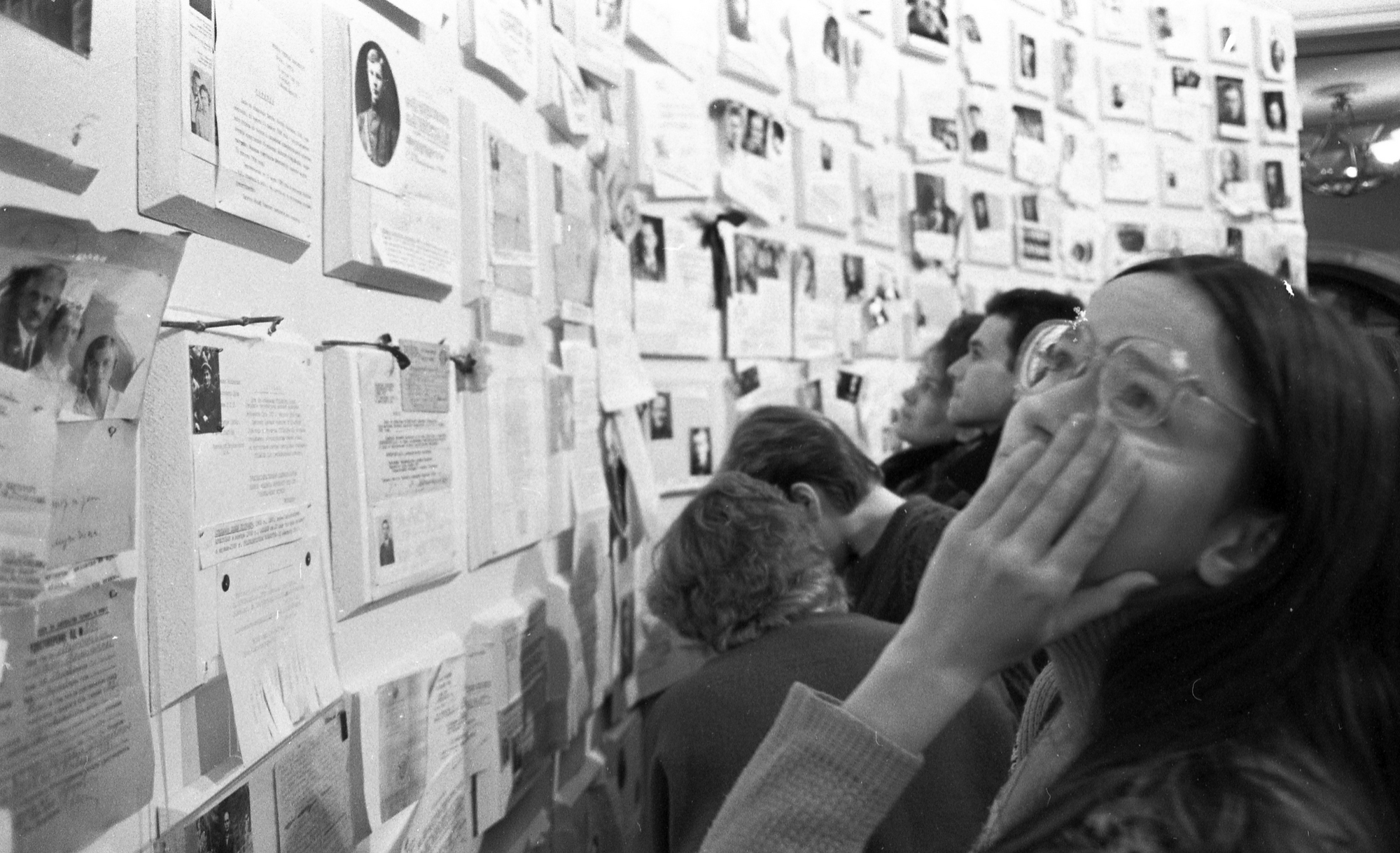
Первая выставка о жертвах сталинских репрессий «Неделя совести» в Москве, ноябрь 1988 года

Одной из первых громких акций «Мемориала» стала так называемая «Неделя совести» в Доме культуры электролампового завода, прошедшая с 19 по 26 ноября 1988 года. Идея принадлежала директору МЭЛЗ Александру Вайнштейну. Информационный центр выставки сформировали Дмитрий Юрасов и члены общества «Мемориал». Собранные за время выставки материалы составили начало архива «Мемориала». За 8 дней «Неделю совести» посетило 33 тысячи человек.
Учредительная конференция Всесоюзного добровольного историко-просветительского общества «Мемориал» прошла 29—30 января 1989 года во Дворце культуры и техники МАИ. На открытии присутствовал Андрей Сахаров.
30 октября 1990 года, в День памяти жертв политических репрессий, был открыт Соловецкий камень на Лубянской площади. В апреле 1991 было зарегистрировано всесоюзное общество «Мемориал».
Вскоре общество начало заниматься правозащитной деятельностью. По признанию «мемориальцев», «стало просто невозможно собирать анкеты погибших репрессированных людей и игнорировать страдания живых». Члены общества пришли к выводу, что основная суть их работы — борьба с массовыми грубыми нарушениями прав человека — невозможна в отрыве от настоящего, а сегодняшние проблемы являются прямыми наследниками исторических событий.
Межреспубликанское общество Мемориал было зарегистрировано в органах юстиции СССР 12 апреля 1991 года.
В 1990-х общество начало заниматься издательской деятельностью, в том числе, запустив собственную газету «30 октября». В 1997 году члены Правозащитного центра «Мемориал» выпустили книгу «Неизвестный солдат Кавказской войны, 1994—1996». В книге приведён поименный список погибших, пропавших без вести и пленённых российских солдат в ходе Первой чеченской войны.
В 1999—2000 годах «Мемориал» провёл в Милане выставку «ГУЛАГ: Система лагерей в СССР».
В 2000 году правозащитный центр «Мемориал» начал расследование убийства более 50 мирных жителей в чеченском селе Новые Алды. В том же году была запущена программа «Защита прав человека с использованием международных механизмов».

### XXI век
В XXI веке «Мемориал» и его подразделения продолжили активную историческую, научно-просветительскую, благотворительную и правозащитную работу. С середины 2000-х общество создало целую сеть Интернет-порталов для своих проектов, вело активную издательскую деятельность, занималось сохранением памяти о жертвах политических репрессий (в том числе создав такие акции, как «Последний адрес» и «Возвращение имён»), установлением мест массовых захоронений, реабилитацией жертв террора и их потомков. Юридическая группа «Мемориала» оказывает консультации для пострадавших от террора, реабилитированных и современных политзаключённых, помогает вести судебные процессы по их искам. В регионах волонтёры организации занимаются помощью нуждающимся, ведут постоянный патронаж ветеранов, ухаживают за местами памяти и проводят поисковые экспедиции.
В 2004 «Мемориал» выступил одним из учредителей фонда «Общественный вердикт». В том же году петербургский НИЦ «Мемориал» создал «Виртуальный музей ГУЛАГа», к 2010-му году была запущена уже третья версия сайта.
С 2007 по 2011 год шла судебная тяжба с Главной военной прокуратурой с требованием реабилитации катынских жертв и рассекречивания материалов следствия. После серии отказов и обжалований дело дошло до Европейского суда по правам человека (ЕСПЧ), который признал Россию виновной в отказе предоставить ключевой документ о закрытии дела в 2004-м году. Продолжая заниматься этой темой, в 2019 общество опубликовало трёхтомник «Убиты в Калинине, захоронены в Медном» и работало в составе межведомственной группы по увековечению памяти жертв репрессий.
В 2011 году «Мемориал» переехал в собственное помещение по адресу Каретный ряд, д. 5/10, туда перевезли архив, музей и библиотеку. Дизайн интерьеров которого бесплатно создал Пётр Пастернак. Средства на покупку помещения предоставили фонды Форда и Бёлля, институт «Открытое общество», а также частные жертвователи.
6 февраля 2013 года в числе одиннадцати НКО «Мемориал» подал жалобу в ЕСПЧ на закон «об иностранных агентах». В том же месяце ПЦ «Мемориал» стал генеральным партнёром проекта «ОВД-Инфо». В декабре 2013-го юрист ПЦ Кирилл Коротеев выступил представителем «Матерей Беслана» в Европейском суде по правам человека.
В начале 2022-го депутатская группа парламента Эстонии выдвинула «Мемориал» на соискание Нобелевской премии мира.
В январе 2025 года Министерство юстиции РФ внесло проект "Поддержка политзаключенных. Мемориал" в реестр иностранных агентов.

## Описание

### Краткая характеристика
Цели и задачи общества «Мемориал» перечислены на официальном сайте организации и направлены на развитие гражданского общества, реабилитацию жертв политических репрессий и распространение информации о таких репрессиях.
«Мемориал» имеет статус участия при Совете Европы. Transparency International, «Сахаровский центр», Amnesty International, Civil Rights Defenders, Front Line Defenders, Human Rights Watch, Европейский центр защиты прав человека (EHRAC), Комитет против пыток, Международная федерация за права человека (FIDH), Норвежский Хельсинкский комитет (NHC), правление Форума гражданского общества ЕС-Россия, Центр анализа и предотвращения конфликтов (CAPC), фонд Генриха Бёлля, комитет «Гражданское содействие», «Ельцин-центр», «ОВД-Инфо», ПЭН-Москва, Ассоциация «Свободное слово», движение «Голос», «Вольное историческое общество», а также представители ЕС, Германии, США, Чехии, бывший президент СССР Михаил Горбачёв и главред «Новой газеты» Дмитрий Муратов и многие другие единогласно оценивают «Международный Мемориал» и Правозащитный центр «Мемориал» как одну из основ российского гражданского общества и НКО, деятельность которого вносит неоценимый вклад в сохранение памяти о преступлениях тоталитаризма и недопущению их повторения.

### Структура
«Международный Мемориал» характеризует себя как движение, а не единую организацию. Высшим руководящим органом «ММ» является конференция, которая созывается не реже, чем раз в 4 года. Постоянно действующим органом является правление, оно отвечает за вопросы формирования рабочей программы и бюджета, выбирает исполнительного директора и состав организации. К 2013 году структура «Мемориала» включала 62 организации, 50 из которых работали в России, 7 — на Украине. По одной организации было открыто в Италии, Франции, Германии, Латвии и Казахстане, ячейку общества запустили в Белоруссии. Вступать в организацию могут как физические, так и юридические лица, каждое подразделение имеет независимую финансовую и хозяйственную деятельность.
Одной из структурных единиц «Мемориала» стал комитет «Гражданское содействие» Светланы Ганнушкиной, с 2000-х он занимается поддержкой трудовых мигрантов.
Согласно информации с официального сайта общества, работают также международные отделения:
| Дата создания | Название организации                                                       | Руководитель                  | Адрес сайта                          |
| ------------- | -------------------------------------------------------------------------- | ----------------------------- | ------------------------------------ |
| Февраль 1993  | MEMORIAL Deutschland — МЕМОРИАЛ Германия                                   | Анке Гизен                    | https://www.memorial.de              |
| Июнь 1995     | Одесская общественная организация «Пострадавшие от политических репрессий» | Комаровский Игорь Леонидович  |                                      |
| Апрель 2004   | Memorial Italia — Мемориал Италия                                          | Франческа Гори                | http://www.memorialitalia.it/        |
| Апрель 2011   | Белорусский Мемориал                                                       | Романовский Владимир Иванович |                                      |
| Апрель 2016   | Memorial Česká republika — Чешский Мемориал                                | Черноушек Штепан              | https://www.facebook.com/memorialCR/ |
| Март 2017     | Николаевская областная организация «Мемориала»                             | Зайцев, Юрий Александрович    |                                      |
| Апрель 2020   | Mémorial France — Мемориал Франция                                         | Николя Верт                   | http://memorial-france.org/          |

Руководителями «Мемориала» в разное время являлись Андрей Сахаров, Арсений Рогинский (1998—2017), Вячеслав Глазычев (1987), Сергей Ковалёв.

### Партнёры и спонсоры
По заявлениям его представителей, «Мемориал» не получает государственного финансирования и существует благодаря спонсорским пожертвованиям, издательской и предпринимательской деятельности, доходам от ценных бумаг и пр. В первые годы работы организации, во время президентства Бориса Ельцина в стране ещё не существовало механизмов государственного спонсирования правозащитных организаций. Первым среди иностранных доноров общества стал Фонды «Открытое Общество» Джорджа Сороса, за ним последовали Благотворительный фонд культурных инициатив (Фонд Михаила Прохорова), Фонд некоммерческих программ Дмитрия Зимина «Династия», Агентство США по международному развитию, Оксфордский Университет.
На 2015 год спонсорами организации являлись :
- Глобальный фонд предотвращения конфликтов (посольство Великобритании)
- Европейская комиссия
- Европейский центр защиты прав человека
- Норвежский Хельсинкский комитет
- Управление Верховного комиссара ООН по делам беженцев
- Французское посольство
- Civil Rights Defenders (Стокгольм)
- Международная амнистия
- Посольство Южной Кореи
- Движение «Гражданское достоинство»
- Институт проблем гражданского общества
- Front Line Defenders
- Управление Верховного комиссара ООН по делам беженцев (финансирование чеченских отделений до 2011 года)[66]

В годовом отчёте Правозащитного центра «Мемориал» за 2020 год среди партнёров и доноров упоминаются следующие организации: Европейская комиссия, Amnesty International, Human Rights Watch, Международная федерация за права человека, Норвежский Хельсинкский комитет, International Partnership for Human Rights, Oak Foundation, Шведский Хельсинкский Комитет, Комиссия по правам человека ООН, а также посольства и консульства Германии, Великобритании, Франции, Нидерландов, Швеции, Норвегии, Кореи и т. д. По заявлению исполнительного директора «Международного Мемориала» Елены Жемковой и главы ПЦ «Мемориал» Александра Черкасова, общие затраты организации составляют около 100 млн рублей ежегодно, большую часть из них предоставляют иностранные спонсоры.
Информационную поддержку «Мемориалу» оказывают интернет-издание Colta.ru, «ОВД-Инфо», «Русь Сидящая», радиостанции «Свободная Европа», «Свобода» и «Новая газета». Собственными информационными проектами и изданиями «Мемориала» управляет «Информационное агентство МЕМО.РУ».
В 2013 году «Мемориал» стал генеральным партнёром правозащитного медиа-проекта «ОВД-Инфо» и общественного движения «Русь Сидящая».

### Научно-исторический и просветительский центр «Мемориал»
Научно-исторический и просветительский центр «Мемориал» (НИПЦ «Мемориал») является подразделением общества «Мемориал» и занимается изучением истории государственного террора и политических преследований в СССР, их репрессивных механизмов и сопротивления. К 2015 году НИПЦ «Мемориал» вёл работу над следующими исследовательскими программами:
- История ГУЛАГа
- История репрессивных органов
- История социалистического сопротивления режиму
- Судьба политзеков
- Гонения за веру
- Польская программа
- Жертвы двух диктатур
- История инакомыслия в СССР
- Топография террора

За 30 лет работы «Международный Мемориал» создал архив из почти 100 тыс. личных дел жертв сталинских репрессий, документы в который передавали их родственники. Кроме того, «ММ» ведёт архив сотрудников КГБ и НКВД, принимавших непосредственное участие в репрессиях.
«Мемориалом» были подготовлены справочные издания: «Кто руководил НКВД: 1934—1941», «Система исправительно-трудовых лагерей в СССР», электронный альбом «Жертвы политического террора в СССР». Совместно с ГПИБ издается альманах исследований самиздата «Acta Samizdatica / Zapiski o Samizdate». В программе «История инакомыслия в СССР. 1954—1987» осуществляется открытое научное издание знаменитого «самиздата» — информационного бюллетеня «Хроника текущих событий» на интерактивной вики-платформе с прилагающимся разветвлённым и сложным справочным аппаратом.
До своей кончины 18 декабря 2017 года организацию возглавлял Арсений Рогинский. Рогинский был посмертно награждён Командорским крестом со звездой Ордена Заслуг перед Республикой Польша. С марта 2018 года пост председателя правления «Международного Мемориала» занимает Ян Рачинский.
4 июня 2019 председатель Совета НИПЦ «Мемориал», руководитель образовательных программ «ММ» Ирина Щербакова была награждена Австрийским почётным крестом «За науку и искусство». 14 июня того же года «ММ» получил премию Gratias Agit — за распространение доброго имени Чехии за рубежом.
7 мая 2020 года во Франции было зарегистрировано отделение «Мемориала». Его возглавил специалист по истории СССР Николя Верт.

### Правозащитный центр «Мемориал»
Правозащитный центр «Мемориал» (ПЦ «Мемориал») является составной частью «Международного Мемориала», был официально зарегистрирован в 1993 году. В 1996 центр запустил программу «Миграция и право», в рамках которой оказывается юридическая поддержка беженцам и вынужденным переселенцам. В 1999 году под руководством Виталия Пономарёва стартовал проект «Центральная Азия», который занимался мониторингом политических и религиозных преследований в регионе.
С 2012 года пост председателя совета правозащитного центра «Мемориал» занимает Александр Черкасов.
В рамках правозащитной работы ПЦ «Мемориал» занимается, в частности, исследованием нарушений прав человека и норм международного гуманитарного права в зонах массовых конфликтов. С начала 1990-х ПЦ «Мемориал» стал отправлять экспедиции в зоны военных конфликтов в Карабахе, Баку, Южной Осетии, Приднестровье, Таджикистане. В числе других гуманитарных организаций наблюдатели от «Мемориала» работали на Северном Кавказе в период обеих чеченских войн. Присутствие правозащитников помогло распространить более полную и достоверную информацию об этих войнах и привлечь к ним внимание общества.
В 2008-м Правозащитный центр «Мемориал» запустил программу «Поддержка политзаключенных и других жертв политических репрессий», в рамках которой оказывается помощь людям, которых в настоящее время преследуют по политическим мотивам. На сайте организация стала публиковать именной список людей, которые в России лишены свободы по политическим, религиозным и иным мотивам.
В ноябре 2019 года была запущена программа «Защита прав человека с использованием международных механизмов» — «генератор жалоб» в ЕСПЧ, созданный усилиями юристов ПЦ «Мемориал» и «ОВД-Инфо».
В июне 2020 года по инициативе ПЦ «Мемориал» 12 правозащитных организаций направили свой доклад о ситуации с соблюдением прав человека в России в Комитет по правам человека ООН. Аналогичный документ для 129-й сессии Комитета по правам человека предоставили власти РФ, однако по мнению правозащитников, в их версии многие проблемы не были озвучены, а нарушения выставлены в заведомо оправдывающем свете.

### Архив, библиотека, музей
Архив, Библиотека, Музей Международного общества «Мемориал» находятся в Москве. Это крупнейшие на территории России открытые специализированные собрания документов, книг и периодических изданий, музейных материалов (вещей, произведений искусства и т. д.), связанных с историей репрессий, сопротивления режиму и инакомыслия в СССР. Многие экспонаты — бытовые предметы из лагерей, произведения искусства и рукоделия, созданные в заключении, передали музею родственники репрессированных. За годы работы музея жертвователями стали свыше 50 тыс. человек.
«Мемориал» содержит архивы материалов по истории репрессий и инакомыслия в СССР. Архивы «Мемориала» использовал британский историк Орландо Файджес при написании своей книги «The Whisperers: Private Life in Stalin’s Russia» (2007).

## Проекты

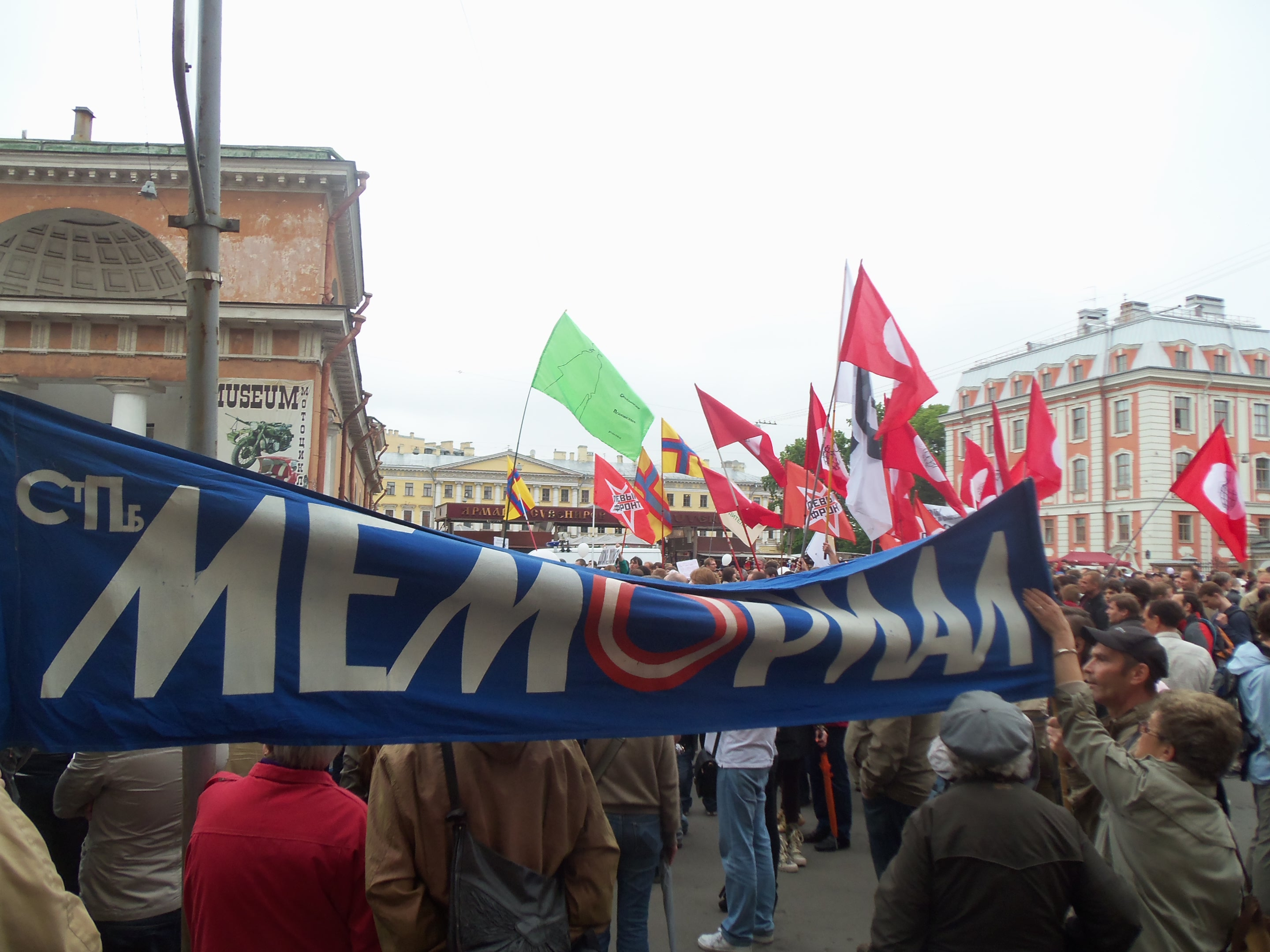
Активисты организации на митинге в СПб 12 июня 2012 года

### Монумент и закон о реабилитации жертв политических репрессий
Одним из самых первых проектов «Мемориала» стал сбор подписей для создания памятника жертвам политических репрессий. Усилиями общества в 1990 году был привезён и установлен на Лубянской площади в Москве «Соловецкий камень» — монумент в память о всех жертвах террора.
По инициативе и при активном содействии «Мемориала» в 1991 году был принят закон «О реабилитации жертв политических репрессий». До середины 1990-х КГБ, а затем ФСБ предоставляли доступ к спискам, была сформирована специальная Комиссия по восстановлению прав жертв политических репрессий.

### Выявление мест массовых захоронений
Историко-просветительское общество «Мемориал» на протяжении многих лет вело проекты по обнаружению массовых захоронений жертв политических репрессий. На основании документальных источников, в том числе из архивов ФСБ, удалось обнаружить места массовых захоронений людей, расстрелянных в годы репрессий. Например, в Москве Петровский парк стал одним из первых мест публичных казней в годы террора, в нём были расстреляны свыше 80 высших чиновников Российской империи. На полигоне НКВД «Коммунарка» только в период с 2 сентября 1937 года по 24 ноября 1941 года в более чем 130 расстрельных ямах были захоронены тела свыше 6,6 тысяч человек, общее число захороненных в «Коммунарке» оценивают в 10-14 тысяч. На Бутовском полигоне было расстреляно свыше 20 тыс. человек. В 1989 году сотрудники «Мемориала» во главе с Валентином Муравским обнаружили в Ленинградской области массовые захоронения на Левашовской пустоши. В петербургском отделении общества велась программа «Некрополи террора», собранные по её результатам сведения опубликованы на сайте «Виртуального музея ГУЛАГ». Массовые захоронения жертв репрессий выявили сотрудники карельского «Мемориала» во главе с Юрием Дмитриевым: они нашли в Сандармохе 263 расстрельные ямы с останками более 6200 человек. В Иркутской области был обнаружен полигон Пивовариха с останками более 17 тысяч человек. В Екатеринбурге на 12-м километре Московского тракта были захоронены тела 20 до 40 тысяч убитых. «Мемориал» спонсировал раскопки и исследования, перезахоронение останков, занимался реабилитацией репрессированных, предоставлял организационную помощь в возведении и согласовании памятных монументов.
29 октября 2015 года был запущен сайт «Топография террора» — цифровая реализация справочника по 740 локациям, связанным с политическими репрессиями.

### «Последний адрес»
В феврале 2014 года московский офис «ММ» выступил учредителем «Фонда увековечения памяти жертв политических репрессий Последний адрес». В рамках одноимённой инициативы на домах, откуда в последний раз уходили репрессированные, устанавливаются таблички с их именами, датой рождения, расстрела и реабилитации. Проект работает по принципу «одно имя, одна жизнь, один знак». Заявителем для установки таблички может стать любой желающий, а информация о людях берётся из базы «Мемориала». Памятные знаки устанавливают по всей России. Согласно информации с официального сайта проекта, к 2022 году в Москве появились 622 таблички, в Санкт-Петербурге — 389, 52 — в Перми, 13 в Екатеринбурге, по одному знаку во многих других городах.

### «Возвращение имён»
«Международный Мемориал» с 2007 года проводит акцию «Возвращение имён», посвящённую жертвам политического террора, погибшим в годы советской власти. В Москве акция ежегодно проходит с 10 утра до 10 вечера накануне Дня политзаключённого. В других российских населённых пунктах и за рубежом обычно акцию проводят 29 или 30 октября. Принять участие в «Возвращении имён» может любой желающий. Каждому пришедшему предлагается прочитать вслух список из нескольких имён (включая возраст, профессию человека и дату его гибели), поставить свечу и возложить цветы. По мнению организаторов акции, она помогает почтить память всех погибших и показать современникам масштабы преступлений против человека, совершённых в советское время. К 2017 году из списка репрессированных москвичей успели прочесть только половину имён.

### «Право вернуться домой»
В рамках программы «Право вернуться домой» «ММ» занимается поддержкой «детей ГУЛАГа», пострадавших от репрессий, коснувшихся их родителей, защищая их право на возвращение домой. В 2019 году более полутора тысяч пенсионеров, родители которых были отправлены в ссылки, продолжали жить в бараках в бывших спецпоселениях, не имея доступа к минимальным благам цивилизации. В декабре 2019 года при помощи «Мемориала» они выиграли в Конституционном суде дело о восстановлении прав репрессированных, однако улучшение жилищных условий было оставлено на усмотрение региональных властей. В результате людей поставили в общую очередь на жильё со сроком получения квартир в 20-25 лет, до которого они физически бы не дожили.

### Прочие проекты
В июле 2016 года была опубликована база «Кадровый состав сотрудников органов государственной безопасности СССР 1935—1939» — список из 39 950 сотрудников госбезопасности НКВД в званиях от сержанта до комиссара, работавших в годы Большого террора. Андрей Жуков, составитель базы, в течение 15 лет работал в архивах, анализировал кадровые приказы НКВД, доклады о наградах президиума Верховного совета СССР и другие источники.
«Мемориал» вёл серию проектов под общим названием «Остарбайтеры», посвящённую угнанным в Германию «восточным рабочим». Опубликованная в 2016 году книга Ирины Щербаковой, Алёны Козловой, Николая Михайлова и Ирины Островской «Знак не сотрётся» об остарбайтерах 16 ноября 2017-го получила премию «Просветитель». В мае 2018 года в Москве открылась тематическая выставка Postscriptum, ставшая передвижной. 21 ноября 2019 года подкаст «Остарбайтеры» (совместный проект «ММ» и радио «Глаголев FM») получил Гран-при премии «Просветитель. Digital». В 2020 году Мемориал опубликовал «Списки угнанных» — базу данных по ста тысячам советских граждан, которые во время Второй мировой были депортированы в Германию на принудительные работы.
Среди прочих проектов «ММ»: «Личное дело каждого» (помогает искать архивные сведения о репрессированных), «Последние свидетели» (видеоинтервью с историями жертв политического террора), «Их защищал Сахаров» (коллекция текстов и материалов правозащитной деятельности академика Сахарова) и другие.

### Издательская деятельность
На протяжении всей своей истории «Мемориал» активно занимался издательской деятельностью. В самом начале работы общество выпускало небольшие брошюры, каталоги и бюллетени, постепенно круг публикаций рос и сформировал полноценную библиотеку архивных, художественных, биографических и научных изданий. К концу 2021 года обществом или при его участии было выпущено 889 книг. Первой из них стал вышедший в 1989 году 32-страничный каталог выставки «Реквием. Документальные и художественные свидетельства времени», с января 1989 общество начало выпускать газету «Ведомости Мемориала» тиражом 5 тыс. экземпляров. Она первая в СССР опубликовала предвыборную программу академика Сахарова. В дальнейшем под эгидой общества ежегодно выходило свыше 20 изданий. В 2001 году «Мемориал» выпустил первое издание дневника школьницы Нины Луговской, репрессированной в 1930-е годы. Книга осталась практически незамеченной в России, однако вызвала большой ажиотаж за рубежом. В 2010-х, среди прочих, были опубликованы сборник «Папины письма» (2014) — письма, которые отцы слали из ГУЛАГа своим детям, «Путь в один конец» (2016) — дневник репрессированного поволжского немца Дмитрия Бергмана. 17 сентября 2019 года, в годовщину вторжения советских войск в Польшу в 1939-м, вышла книга памяти «Медное» о шести тысячах поляков, расстрелянных в 1940 году в Твери и захороненных в селе Медное.
Важной частью издательской и научно-исторической работы «Мемориала» стал проект «Книг памяти жертв политических репрессий». На основании архивных документов — личных дел, протоколов и законодательных актов, писем и иных источников — общество собирает и публикует базу данных по всем пострадавшим от террора. За 30 лет общество опубликовало свыше 600 томов в 60 регионах России. На основе этих изданий была сформирована электронная книга памяти жертв политических репрессий, в которую на 2007 год вошло свыше 2,6 млн имён. Возглавлял проект Ян Рачинский.

### Исторический конкурс для школьников
В 1999 году «Мемориал» запустил ежегодный конкурс исследовательских работ для старшеклассников в возрасте от 14 до 18 лет «Человек в истории. Россия. XX век». Участниками ежегодно становятся до двух тысяч подростков, значительная часть из которых живёт в деревнях и отдалённых регионах страны. Семьи большинства из них непосредственно пострадали от коллективизации и репрессий. Участники пишут эссе на темы «Цена победы», «История семьи», «Человек и власть», «Человек и малая родина», «Свои — чужие», а также создают фильмы, фоторепортажи и мини-исследования. 40 лучших работ получают премии и публикуются в форме отдельного сборника, на 2021 год было выпущено 26 изданий. Конкурс проводится на средства президентского гранта. Представители Мемориала подчёркивают, что «для детей он важен как стимул развивать исторические познания и учиться исследовательской работе, хранить память о судьбе своей страны, а поездка в Москву на награждение является большим событием и выдающейся возможностью побывать в столице, пообщаться с видными учёными и общественными деятелями». Ещё в 2001 году конкурс вошёл в европейскую сеть EUSTORY, которая объединяет негосударственные организации, проводящие конкурсы исторических исследований для молодежи.
Конкурс встретил открытое неприятие со стороны многих людей, на его участников и организаторов оказывается давление различного рода. Например, 28 апреля 2016 года в Москве у Дома кино на детей и членов жюри напали неизвестные в советской военной форме и с георгиевскими лентами. Они забросали участников конкурса яйцами, облили их зелёнкой, йодом и нашатырным спиртом, выкрикивали в лицо оскорбления. Одному из приглашенных попали в глаза йодом, его пришлось отправить в больницу. По словам потерпевших, полицейская машина стояла прямо у входа в здание, однако правоохранители бездействовали, глядя на нападение. Среди хулиганов были опознаны члены Национально-освободительного движения, а координатор НОД Мария Катасонова опубликовала в своём Twitter фото с места события с подписью «„Мемориал“ на деньги ФРГ и Прохорова переписывает историю». Хотя организаторы конкурса пытались обратиться за помощью к полицейским, те отказались вмешиваться, мотивировав тем, что в действиях нападавших видели «только одиночный пикет». По словам куратора программ «Мемориала» Александры Поливановой, после того, как Анатолий Голубовский вызвал полицию по телефону, патрульный из машины наблюдения предупредил агрессоров и они скрылись. «Мемориал» направил начальнику ГУ МВД Москвы Анатолию Якунину требование возбудить уголовное дело по факту нападения на детей, а также провести служебную проверку по факту бездействия полицейских. СПЧ попросил главу МВД Владимира Колокольцева взять дело на личный контроль. Однако в дальнейшем было заведено только одно дело о мелком хулиганстве на нападавшего, залившего гостей зелёнкой.
В 2017 году сотрудники «Мемориала» снова сообщали о давлении на участников и организаторов конкурса: по их данным, региональным комитетам образования 20 и 21 апреля звонили якобы из федерального министерства и требовали не пускать детей в Москву под предлогом того, что «конкурс экстремистский и проводится запрещённой организацией». Областные органы давили на директоров, стремясь запретить детям ехать на награждение, а учителям угрожали увольнением. По данным «Мемориала», звонки были зафиксированы в Волгоградской, Астраханской, Пензенской, Архангельской, Тверской областях, в Мордовии и Красноярском крае, причём ещё до официального объявления результатов. По предположению «Мемориала», была взломана почта Ирины Щербаковой, у которой хранился список лауреатов. Перечень был неполным, и не вошедшим в него детям из нескольких деревень препятствовать не пытались. Кроме того, за две недели до церемонии награждения победителей конкурса арендодатор разорвал в одностороннем порядке заключённый шестью месяцами ранее контракт на аренду площадки для мероприятия, и организаторам пришлось срочно искать подходящее помещение. Глава СПЧ Михаил Федотов обратился к министру образования Ольге Васильевой с просьбой защитить конкурс от давления и пообещал лично прийти на церемонию награждения.
13 января 2022 года Ян Рачинский объявил, что в 2021—2022 году конкурс не будет проводиться в связи с решением Верховного суда о ликвидации «Мемориала».

### Вебсайты
«Мемориал» создал и поддерживает сеть Интернет-порталов и каталогов, посвящённых отдельным проектам организации. Среди них:
- «Кавказский узел» — интернет-СМИ Северного Кавказа 2001[161];
- «Уроки истории» — сайт конкурса «Человек в истории. Россия — XX век», открыт в 2009 году[162];
- «Заклеймённые властью» — посвящённый деятельности Политического Красного креста и Помполита, 13 марта 2012[163];
- «Рязанский Мартиролог» — посвящён проблематике советского государственного террора в рязанском регионе РФ, 30 октября 2012[164];
- «Свобода приходит ногами» (svobodanogami.ru) — посвящён событиям Августовского путча, август 2018;
- «1968» (1968.memo.ru) — портал о годе прав человека, август 2018;
- «Фонд 21» (fond21.memo.ru) — цифровая версия коллекции документов по истории принудительного труда, хранящейся в Международном Мемориале, октябрь 2018;
- «Списки угнанных» (ost-west.memo.ru) — сайт с архивными списками угнанных на принудительные работы в Германию во время Второй мировой войны, 22 июня 2020;
- «Право вернуться домой» (backhome.memo.ru) — совместный проект Института права и публичной политики и «Международного Мемориала», посвященный восстановлению прав репрессированных, 14 июля 2020[165][166];
- «Мемуары» (memoirs.memo.ru) — каталог мемуаров Архива Международного Мемориала, декабрь 2020;
- «Осколки» (oskolki.memo.ru) — база данных разных форм городской материальной памяти о советских политических репрессиях, 15 апреля 2021[167].

## Давление и преследование
С начала 2000-х годов «Мемориал» сталкивался с различного рода давлением, препятствующим его деятельности, его сотрудники становились жертвами уголовного преследования, получали угрозы жизни и здоровью, многие были убиты. Так, 24 ноября 2007 года председатель совета ПЦ «Мемориал» Олег Орлов и трое журналистов канала РЕН ТВ были похищены в Назрани, куда приехали освещать акции протеста против действий силовиков: во время их спецоперации по уничтожению боевиков погиб шестилетний мальчик. Неизвестные забрали Орлова и журналистов из гостиничных номеров, избили и с пакетами на головах вывезли в лес, где пообещали убить, если те ещё раз вернутся в Ингушетию.
Александру Гурьянову из Польской комиссии «Мемориала» за исследование советских репрессий 1930—1940 годов, в том числе Катынского расстрела, угрожали уголовным преследованием.
24 мая 2014 года под Славянском был убит член Правозащитного центра «Мемориал» Андрей Миронов. В тот момент он работал переводчиком фотографа-итальянца Андреа Роккелли, вместе они готовили материал для «Новой газеты» о семье Кущевых из Славянска, которая пряталась от бомбардировок украинских силовиков.
В 2019 году главу петербургского «Мемориала», автора книги о расстреле в Сандармохе, Ирину Флиге исключили из президентской рабочей группы по увековечиванию памяти жертв политических репрессий. К актам давления на «Мемориал» также относятся преследование участников и организаторов детского исторического конкурса, DDoS-атаки сайтов различных проектов, отказ в проведении акции «Возвращение имён» на привычном месте — у Соловецкого камня на Лубянской площади — в 2018 году, срыв кинопоказа фильма о «Голодоморе» в центре Москвы в октябре 2021 и другие подобные случаи.

### Убийство Натальи Эстемировой
Член грозненского отделения «Мемориала», профессиональный учитель, самая известная правозащитница Наталья Эстемирова была похищена 15 июля 2009 года в Грозном и убита, тело обнаружили вблизи села Гази-Юрт в Ингушетии. Эстемирова занималась расследованиями и предавала гласности военные преступления на Северном Кавказе: «зачистки» чеченских сёл, похищения и пытки, внесудебные казни. Она также боролась с фальсификацией уголовных дел, помогала найти пропавших людей. Убийство было совершено на следующий день после того, как Эстемирова опубликовала расследование о публичной казни мужчины в Курчалоевском районе. Общественность однозначно восприняла убийство Натальи как месть за её многолетнюю правозащитную деятельность.
Через несколько недель после убийства Эстемировой были похищены и убиты двое коллег и друзей Натальи супруги Зарема Садулаева и Алик Джабраилов, которые возглавляли помогающую подросткам и детям организации «Спасём поколение». Около двух часов дня из грозненского офиса организации их увезли сотрудники неустановленных силовых структур, а на следующий день тела супругов с огнестрельными ранениями и следами пыток были обнаружены в багажнике их собственного автомобиля. Садулаева была беременна на момент смерти. После этого работа грозненского офиса «Мемориала» была приостановлена, его руководитель Шахман Акбулатов был вынужден уехать. Через несколько месяцев работу грозненского филиала восстановил и возглавил правозащитник, бывший учитель и тренер по боксу Оюб Титиев.

### Суд с Рамзаном Кадыровым
15 июля 2009 года, после убийства в Чечне сотрудницы «Мемориала» Натальи Эстемировой глава правозащитного центра «Мемориал» Олег Орлов сообщил СМИ: «Я знаю, я уверен, кто виноват в убийстве Натальи Эстемировой. Мы все знаем этого человека — это Рамзан Кадыров».
Орлов также сообщил, что «Рамзан Кадыров лично ей угрожал в личном разговоре, когда он её выгонял с поста руководителя Общественного совета Грозного». Это подтверждают друзья Эстемировой — они рассказывали, как за год до гибели Наталью пригласили «на встречу с чиновниками», которая оказалась личной встречей с Рамзаном Кадыровым, и он «страшно на неё орал и угрожал, кричал про её родственников, про дочь». Поводом была кампания Натальи по защите прав женщин, в частности, против обязательного ношения платка. После смерти Эстемировой Кадыров отозвался о ней в интервью как о женщине «без чести, достоинства, совести», которая «всякую чушь, ерунду несёт».
17 июля 2009 года Кадыров подал иск против Орлова. Вслед за этим Орлов заявил, что он не обвинял Кадырова в совершении преступления, не исключая, впрочем, и его прямой причастности к нему, а имел в виду то, что Кадыров, как президент, несёт ответственность за происходящее в республике. 6 октября 2009 года суд частично удовлетворил иск Кадырова, признав высказывания Орлова порочащими честь и достоинство президента, и постановил взыскать 20 тыс. рублей с Орлова и 50 тыс. — с «Мемориала».
После компенсации морального вреда Кадыров подал против Орлова иск за клевету, наказание за которую на тот момент находилось в рамках Уголовного кодекса и составляло до трёх лет лишения свободы. В 2011 году Хамовнический районный суд оправдал Орлова. Представитель Кадырова обжаловал это решение, но в 2012 году дело против Орлова было окончательно прекращено в связи с декриминализацией статьи о клевете.
В 2021 году ЕСПЧ постановил, что преследование Орлова за его высказывания нарушало право на свободу слова, охраняемое Европейской конвенцией по правам человека, и обязал Россию выплатить «Мемориалу» компенсацию в 5060 евро, а Орлову — 3750 евро, и покрыть 1500 евро судебных издержек. ЕСПЧ также напомнил, что «политики и государственные служащие, действующие в официальном качестве, подлежат более широким рамкам допустимой критики, чем частные лица».

### Дело Юрия Дмитриева

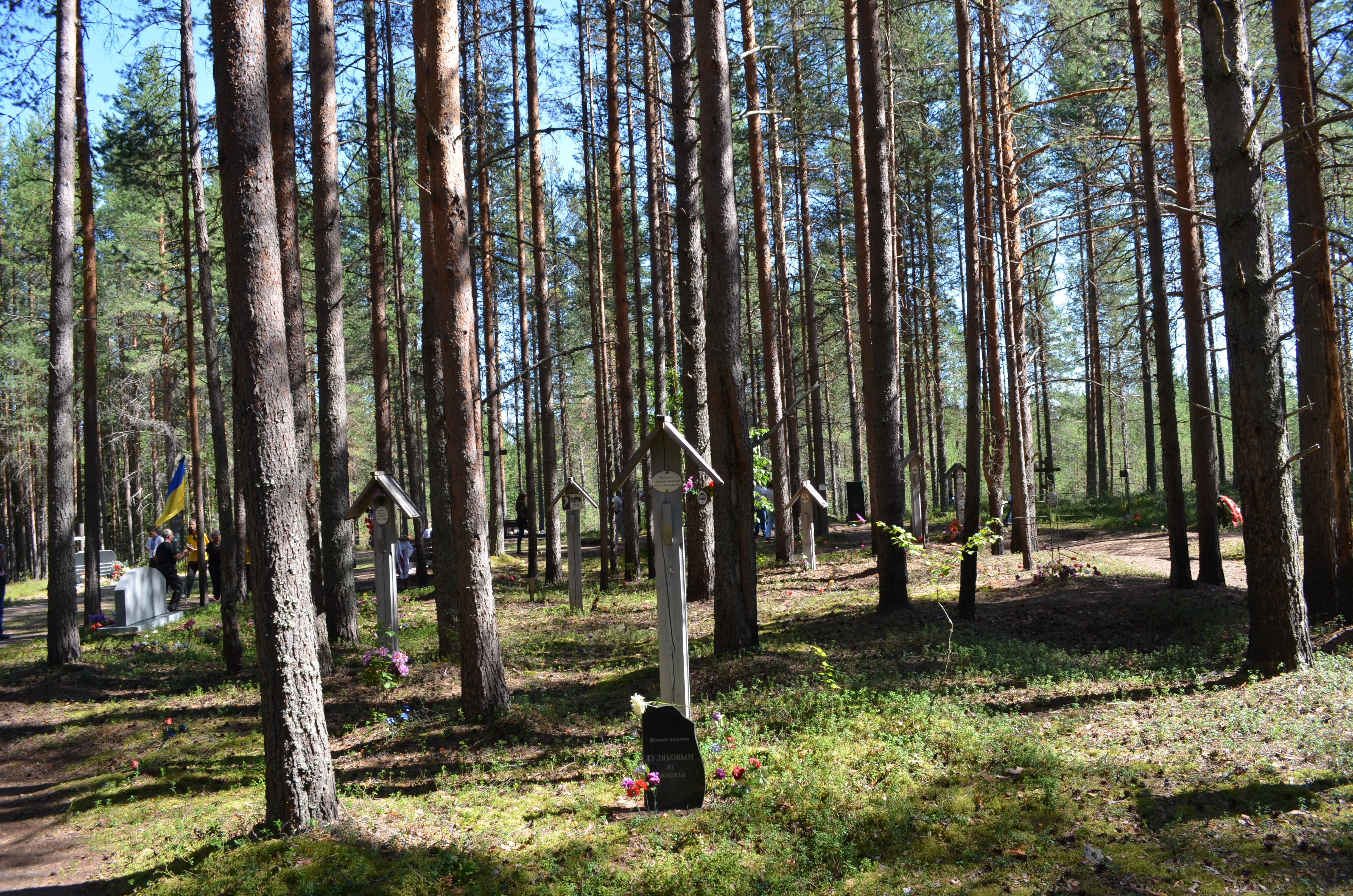
Сандормох. Возвращение памяти

13 декабря 2016 года был арестован руководитель карельского «Мемориала» Юрий Дмитриев.
В конце 1980-х годов Дмитриев присоединился к работе его друга, председателя петрозаводского отделения «Мемориала» Ивана Чухина, который составлял список жертв политических репрессий 1930—1940-х годов в Карелии. Вместе они установили 6200 имён погибших. После гибели Чухина в автокатастрофе в мае 1997 года Дмитриев возглавил проект. 1 июля 1997 года он обнаружил место массовых захоронений под Медвежьегорском, получившее название Сандармох, а через несколько недель — захоронение в Красном бору под Петрозаводском. Всего в Сандармохе группа Дмитриева обнаружила 236 расстрельных ям, в которых, по подсчётам исследователей, захоронены 6241 человек. Юрий Дмитриев перезахоранивал останки, восстанавливал личности убитых, передавал эту информацию родственникам погибших. В Сандармохе стали проходить траурные мероприятия с участием украинцев, грузин и поляков. 15 ноября 2019 года проект «Сандармох» получил Премию Егора Гайдара в номинации «За действия, способствующие формированию гражданского общества».
В 2016 году Дмитриев вступил в публичный спор с РВИО и Владимиром Мединским, которые утверждали, что в Сандармохе могут находится останки расстрелянных финнами во время Второй Мировой войны красноармейцев.
Дмитриева неоднократно предупреждали петрозаводские чиновники, что «политика в Карелии не нужна». У местных властей были с ним частые конфликты на идеологической почве: например, когда в Петрозаводске на одном из домов повесили памятную табличку в честь члена расстрельной тройки НКВД Геннадия Куприянова, Дмитриев пришёл к зданию со стремянкой и табличку снял. Он открыто объявлял о своих планах сформировать и опубликовать список «карельских палачей». Проведённая в августе 2018 года экспедиция РВИО подтвердила, что в Сандармохе были расстреляны красноармейцы. Сначала с их выводами согласился директор Медвежьегорского районного музея Сергей Колтырин, объяснив прессе, что боится за свой музей и не хочет судьбы Дмитриева. Позднее, однако, Колтырин отказался от своих слов и назвал выводы РВИО «бредом». В октябре 2018 года он был арестован и помещён в СИЗО по обвинению «в развратных действиях в отношении несовершеннолетнего», в апреле 2020 он умер в тюремной больнице.
13 декабря 2016 года Дмитриев был задержан по анонимному доносу, а позднее арестован по обвинению в изготовлении обнажённых фотографий приёмной дочери. В суде эксперт Дубкин прямо сказал, что нашёл в компьютере Дмитриева спорные фото по наводке оперативника, который уже знал, где их искать. До того, 30 ноября, в квартиру историка проникали неизвестные. По показаниям Дмитриева, снимки делались для отчёта в органы опеки, которые держали семью на особом контроле после того, как нянечки в детском саду приняли следы от горчичников за синяки. Кроме того, до попадания в семью девочка страдала дистрофией, и Юрий предоставлял снимки как подтверждение, что её не бьют и она поправляется. Как только состояние девочки улучшилось, снимки делать перестали, а в интернет их никогда не выкладывали, в том числе не пересылали по электронной почте. Экспертизу фотографий готовил Центр социокультурных экспертиз, учреждённый Натальей Крюковой. Руководитель ПЦ «Агора» Павел Чиков высказал через СМИ своё мнение, что вид и квалификация судебного дела против Дмитриева в первую очередь имели цель дискредитировать историка и «Мемориал» в целом, погубив их репутацию. Учёные, журналисты и активисты высказывали мнение, что истинной причиной преследования Дмитриева является его работа и раскрытие «неудобной» правды о репрессиях, невыгодной современным властям.
Союз журналистов Карелии проводил кампанию за освобождение Дмитриева. В его поддержку также выступили украинские общественные деятели. На стороне Дмитриева выступило руководство «Мемориала»: 17 декабря 2016 года его председатель Арсений Рогинский направил прокурору Республики Карелия обращение, в котором утверждал, что обвинения против Дмитриева представляются «совершенно неправдоподобными». В 2017 году открытое письмо в защиту Дмитриева подписали 89 российских писателей, журналистов и гражданских активистов, в их числе — Борис Вишневский, Григорий Кружков, Людмила Улицкая и другие.
В апреле 2018 года Дмитриев был оправдан Петрозаводским городским судом по делу о детской порнографии, однако был признан виновным по статье о хранении оружия (по сведениям «Новой газеты», в доме историка нашли неисправное ружьё, которое он отобрал у дворовых мальчишек) и приговорён к двум с половиной годам тюрьмы.
В июне 2018 года Следственный комитет возбудил новое уголовное дело против Дмитриева о насильственных действиях сексуального характера. Обвинения были построены на основании показаний бабушки, которая отказалась от опеки над внучкой и отдала девочку в детдом, однако взяла к себе жить после ареста Дмитриева, а также показаниях самой девочки. По мнению изучавших расшифровку опросов экспертов, психологи и следователи поворачивали беседу с ребёнком в нужное обвинению русло. 29 сентября 2020 года Верховный суд Карелии увеличил срок Дмитриеву с 3,5 до 13 лет колонии строгого режима. Новое открытое письмо в поддержку Дмитриева подписали уже свыше 400 учёных, журналистов и писателей из разных стран. В ноябре 2020 защита подала кассационную жалобу на приговор. 24 числа того же месяца Петрозаводский городской суд начал пересматривать дело главы Карельского Мемориала и продлил Дмитриеву срок содержания под стражей до конца февраля 2021 года. 16 февраля 2021 года 3-й кассационный суд оставил приговор без изменений.
К концу 2021 года Дмитриев провёл в СИЗО пять лет. Прокуратура Карелии потребовала запустить рассмотрение дела в третий раз, 3 декабря в Петрозаводском городском суде гособвинитель запросил увеличение срока приговора на два года. 27 декабря Дмитриеву ужесточили приговор до 15 лет колонии строгого режима. 10 мая 2022 года Дмитриева перевезли в колонию строгого режима ИК-18 в Потьме.

### Дело Оюба Титиева
9 января 2018 года глава грозненского Мемориала Оюб Титиев был арестован по подозрению в хранении наркотиков. Через адвоката Оюб рассказал СМИ, что за ним уже давно велась слежка, его машину по несколько раз в день останавливали сотрудники ДПС. В день задержания, 9 января, его очередной раз остановили и провели досмотр машины, в ходе которого обнаружили в салоне пакет с марихуаной, после чего перевезли Титиева в Курчалоевский РОВД. Поскольку Титиев, известный категоричный противник курения и алкоголя, отказался признать владение наркотиками и отметил, что при их обнаружении не присутствовали понятые, его посадили в машину и «вывезли на трассу, где пакет „обнаружили“ второй раз с участием понятых». Все 15 видеокамер на пути следования автомобиля и на здании ОМВД, записи с которых могли бы это подтвердить, по утверждению полицейских, в тот день сломались. Адвокат Титиева Пётр Заикин обнаружил грубое нарушение в оформлении экспертизы на наличие следов наркотика на руках обвиняемого: тампоны со смывами были упакованы в опечатанные конверты без присутствия адвоката или обвиняемого, причём проба на руках наличие подтвердила, а под ногтями — нет. Позднее Титиев рассказал журналистам, что следователи неоднократно угрожали ему, в том числе обещали возбудить уголовное дело против сына, если Титиев не подпишет признательное заявление. Титиев отрицал свою вину и написал обращение в Следственный комитет России (СКР) с просьбой возбудить дело о подбросе наркотиков.
После задержания Титиева была оцеплена вся улица, на которой находится его дом. Ночью к семье пришли силовики, требуя выдать брата и сына Титиева. 17 января 2018 года был сожжён офис «Мемориала» в Назрани. Два дня спустя в грозненском офисе были «обнаружены» две сигареты с наркотиками в пепельнице, которой, по заявлению сотрудников, раньше не было в помещении. 22 января 2018 года в Махачкале сотрудники дагестанского «Мемориала», которые стали работать над защитой в деле Титиева, получили фото их сожжённого автомобиля с угрозой в следующий раз сжечь их вместе с ними. Адвокат и сотрудник «Мемориала» Аслан Тельхигов, взявшийся представлять Титиева, был вынужден покинуть Чечню из-за множества угроз. О слежке за собой сообщал и адвокат Заикин. В марте был избит глава дагестанского офиса «Мемориала» Сиражутдин Дациев. 26 мая был задержан по подозрению в хранении наркотиков племянник Оюба Адам Титиев.
«Мемориал» связывает преследование Титиева с его активной многолетней правозащитной деятельностью: с 2000 года он занимался расследованиями похищений, пыток и убийств людей в Чечне. Он помог обнаружить и спасти более чем две тысячи людей, вёл образовательные и гуманитарные проекты, близко сотрудничал с Натальей Эстемировой, после её смерти возглавив грозненский отдел «Мемориала». В защиту Оюба Титиева высказывались Amnesty International и Humans Rights Watch, Европарламент и Госдепартамент США. Процесс проходил в закрытом порядке, даже после ходатайства СПЧ суд отказался перенести слушания в другой регион. Адвокаты и правозащитники отмечали в ходе дела такие нарушения, как изначальный подброс наркотиков, фальсификация улик, привлечение 65 свидетелей, из которых основной не смог опознать Титиева, а один из дававших показания находился во время суда в состоянии тяжелого наркотического опьянения. Спустя восемь месяцев разбирательства, которые Титиев провёл в СИЗО, ему присудили 4 года колонии общего режима. В 2018 году Титиев получил премию Вацлава Гавела за выдающиеся усилия в деле защиты прав человека.
В 21 июня 2019 года Титиев был отпущен из колонии по УДО. «Мемориал» заявил, что в текущих условиях невозможно вести работу грозненского офиса и он будет закрыт, а Титиева переведут в московский отдел.

### Отказ в передаче архивных данных
В 2020 году Мемориал подал иск против Генеральной прокуратуры в связи с её отказом передать историкам архив с персональными данными об 11 прокурорах, которые в составе «сталинских троек» выносили приговоры в эпоху «Большого террора». Дело рассматривал Тверской районный суд Москвы. В результате иск остался без удовлетворения: защита настаивала, что согласно Закону «О персональных данных» № 152-ФЗ от 27 июля 2006 года данные без письменного согласия родственников разглашать нельзя. «Мемориал» же напоминал, что закон «О персональных данных» позволяет публикацию архивных сведений для научных и общественно значимых целей.

## Статус «иностранного агента»

### 2010-е
Примерно с 2012 года власти России постоянно усиливают давление на историков, журналистов и НКО, которые занимаются расследованием политических преступлений времён СССР. В конце 2012-го был принят закон об иностранных агентах, обязавший занимающиеся политической деятельностью и финансируемые из-за рубежа НКО пройти регистрацию и войти в специальный реестр. К 2021 году были приняты ещё несколько законов, «регулирующих историческую память»: например, статья 354.1 УК РФ о реабилитации нацизма, поправки к ней, криминализующие «оскорбление чувств ветеранов ВОВ», поправки к статье 20.3 КоАП. Для проведения государственной исторической политики, наличие которой в 2021 году подтвердил бывший министр культуры, председатель Российского военно-исторического общества Владимир Мединский, правительство формирует подконтрольные ГОНГО (от англ. Government Non-Government Organizations, сокр. GONGO) — государственные негосударственные организации, члены которых пишут и публикуют работы с одобряемым правительством взглядом на историю России.
26 марта 2013 года была проведена первая прокурорская проверка деятельности ПЦ «Мемориал», инициированная по требованию Министерства юстиции РФ. У организации запросили 9,5 тыс. листов документов. В результате проверки прокуратура установила, что организация занималась не только просветительскими и историческими задачами, но и «оказывала влияние на формирование общественного мнения в России и получала на это иностранное финансирование». 30 апреля 2013 прокуратура выдала предписание ПЦ «Мемориал» зарегистрироваться в качестве «иностранного агента», однако организация решила обжаловать это постановление. Общество заявило, что статус агента подразумевает предоставление платных услуг в интересах некого заказчика, чего ПЦ «Мемориал» не делает, а также подчеркнуло, что не занимается политической деятельностью. Однако 23 мая 2014 года Замоскворецкий суд Москвы отклонил жалобу ПЦ и обязал его пройти соответствующую регистрацию.
4 сентября 2015 года суд оштрафовал правозащитный центр «Мемориал» на 600 тыс. рублей за нарушение порядка деятельности НКО, признанного иноагентом, по ст. 19.34 КоАП. В ноябре 2015 года по результатам плановой проверки Минюст обвинил «Мемориал» в «подрыве основ конституционного строя Российской Федерации» и «призывам к свержению действующей власти, смене политического режима в стране». Доказательством ведомство приводило критику «Мемориалом» приговора по «болотному делу», оценку как агрессивных действий в отношении Украины, комментарии насчёт участия российских военных на Донбассе. В «Мемориале» заявили, что эти претензии носят явно политический характер, приравнивая критику по отдельным вопросам к призывам к свержению власти, чем грубо нарушая закреплённое в Конституции право на свободу высказывания. Юрист «Мемориала» Кирилл Коротеев пояснил СМИ, что акт подобной проверки Минюста не имеет юридической силы и поэтому обжалован быть не может, однако способен сыграть против общества в долгосрочной перспективе, например, как основа для административного преследования.
В начале сентября 2016 года Министерство юстиции РФ начало внеплановую проверку деятельности «Международного Мемориала». По требованию министерства организация передала свыше 31 тыс. листов документов за 4 года работы. 4 октября 2016 года Минюст включил «Международный Мемориал» в реестр иностранных агентов. Официальной причиной назвали получение «денежных средств от иностранных источников, а также <…> признаки участия в политической деятельности», однако ответить на вопросы журналистов о конкретных прецедентах представители министерства затруднились. Члены «Мемориала» назвали это давлением в связи с позицией организации по вопросам, в которых общество принципиально расходилось с политикой действующей власти. Например, на сайте «Мемориала» в 2013 и 2014 годах были опубликованы материалы под заголовками «Ввод войск на Украину — преступление», «Удар по Сахаровскому центру — это удар по интеллектуальной свободе», «Закон „об иностранных агентах“ невозможно исправить». В комментариях для СМИ Арсений Рогинский и Елена Жемкова пояснили, что общество будет в судебном порядке обжаловать внесение в реестр иноагентов, поскольку подобное решение является неправовым. По словам Жемковой, «Мемориал» как международная организация никогда не скрывал получения иностранного финансирования. Поддержку «Мемориалу» высказали глава Московской Хельсинкской группы Людмила Алексеева, замглавы СПЧ Евгений Бобров.
В конце июля 2019-го управление ФСБ по Ингушетии стало составлять на ПЦ «Мемориал» протоколы за отсутствие маркировки об ИА. На тот момент закон не требовал маркировать посты в соцсетях, однако «Мемориал» всё равно проставил везде отметки и устранил найденные ФСБ нарушения. За период с октября 2019 по январь 2020 года «Мемориал» получил штрафы на сумму более 4,5 млн рублей по 28 искам. Протоколы составлялись как на юридическое лицо, так и лично на Яна Рачинского. Общество обжаловало все штрафы, однако по закону обязано было их выплатить, поскольку рассмотрение жалобы может затянуться на неизвестный срок. Тогда «Мемориал» открыл сбор пожертвований, поскольку не имел собственных средств на погашение задолженности.

### 2020-е
К 9 января 2020 года сумма штрафов за отсутствие маркировки иноагента достигла 4,2 млн рублей. Благодаря краудфандингу организация смогла собрать 3,6 млн. Уже к 27 января сумма штрафов превысила 4,7 млн. На последний суд против Яна Рачинского даже не был допущен юрист, представлявший его интересы. По просьбе ММ в 2020 году муниципальный депутат Елена Котеночкина в письменном обращении попросила Роскомнадзор разъяснить регламент маркировки материалов, однако получила ответ, что подобных требований нет в действующем законодательстве.
4 сентября 2020 года стенд ММ на ММКВЯ с проверкой посетили представители прокуратуры. В акте проверки были указаны как немаркированные сообщением о статусе иноагента те издания, которые общество выпустило за много лет до принятия соответствующего закона — например, каталог музея «Мемориала» за 1998 год. У сотрудников стенда был специальный штамп для маркировки книг, которым они ставили отметки для желавших взять книгу посетителей, однако представители прокуратуры не разрешили им воспользоваться и внесли эти издания в акт как немаркированные. Также в декабре 2020-го прокуратура Москвы провела новую проверку деятельности ПЦ с психолого-лингвистической экспертизой.

### Ликвидация юридических лиц
15 октября 2021 года в московском офисе «Мемориала» прошёл обыск, от общества также потребовали предоставить документацию за весь период работы — со дня регистрации.
В ноябре 2021 года власти инициировали два параллельных процесса по ликвидации ПЦ «Мемориал» и «Международного Мемориала». 8 ноября 2021 прокуратура Москвы подала иск о ликвидации ПЦ «Мемориал» в Мосгорсуд. На следующий день, 9 ноября 2021 года, генеральная прокуратура РФ подала иск о ликвидации «Международного Мемориала» и его подразделений, включая правозащитный центр, архив, библиотеку и музей. Официальной причиной ведомство назвало систематические нарушения закона об иноагентах, а именно — отсутствие соответствующей маркировки на публикациях. Эксперты прокуратуры также выявили в деятельности ПЦ «Мемориал» «психологические и лингвистические признаки» оправдания террористических организаций и «одобрение экстремизма». Прокуратура заявила, что «Мемориал» несёт общественную угрозу, в иске обвиняя организацию в нарушении таких важных международных документов, как Декларация прав человека, Конвенции о правах ребёнка, Конвенции о правах человека, Пакт о гражданских и политических правах и многих других. Защиту представляют адвокаты Михаил Бирюков, Илья Новиков и Мария Эйсмонт. 23 ноября 2021 года в Мосгорсуде состоялось первое предварительное заседание по делу, процесс ведёт судья Михаил Казаков. На заседании выяснилось, что психолого-лингвистическую экспертизу проводили учитель математики Наталья Крюкова и переводчик Александр Тарасов, не обладающие необходимой квалификацией, что подтверждает не только отсутствие у них серьёзных научных публикаций, но в случае Крюковой — ещё и решение суда от 2014 года. Кроме того, в тексте справки обнаружились фрагменты, полностью скопированные с сайтов со студенческими работами. Понятие «одобрение экстремизма» в законодательстве РФ отсутствует. Судья отказал в ходатайстве защиты о вызове Крюковой и Тарасова на слушания, а также в открытом режиме проведения заседаний и отложил третье заседание до 16 декабря.
25 ноября 2021 года состоялось второе предварительное заседание о ликвидации ММ под председательством судьи Аллы Назаровой. Перед зданием Верховного суда выразить поддержку «Мемориалу» собралось свыше 300 человек. Для обеспечения безопасности рядом дежурило несколько патрулей полиции, у здания стояли два автозака. Пришедших с плакатами задерживали. На заседании присутствовали дипломаты 21 зарубежного государства и многочисленные журналисты. По их свидетельствам, в ходе заседания на вопрос Эйсмонт, какая именно информация в работе «Мемориала» нарушала Конвенцию по правам ребёнка, представитель прокуратуры ответить не смог. Защита также подчеркнула, что у всех административных правонарушений, вменяемых «Мемориалу», истёк срок давности. Адвокаты обратили внимание судьи, что организация немедленно маркировала материалы, которые остались без отметки об иноагентстве, и общий процент таковых среди всех публикаций «Мемориала» был ничтожно мал. Представители истца не смогли ответить на вопросы защиты, является ли НКО субъектом нарушения данных международных актов, какая конкретная часть федерального закона характеризует информацию о нарушениях, а также затруднились назвать нормативные акты, ясно указывающие маркировки. По свидетельству очевидцев, судья предложила прокурорам прямо говорить, что они не располагают требуемой информацией, и продолжала слушание. Также 25 ноября СМИ стало известно, что «Мемориал» выплатил все штрафы. В связи с этим ликвидировать организацию станет нельзя, поскольку это нарушит принцип недопустимости двойного наказания за одно преступление. Суд, отказав в допросе свидетелей, перенёс заседание на 14 декабря.
9 декабря 2021 года в ходе встречи с СПЧ президент России Владимир Путин, сославшись на исследования советско-израильского историка Арона Шнеера, отметил, что «Международный Мемориал» внёс пособников нацистов, участвовавших в геноциде евреев, в списки жертв политических репрессий. Пресс-служба «Мемориала» выступила с публичным заявлением, что действительно в базу из почти 3 млн имён были по ошибке внесены три человека, которые оказались причастными к убийствам евреев, однако ещё в сентябре 2021 составители списка обнаружили этот факт и ошибку исправили. 14 декабря 2021 года в Верховном суде состоялось очередное заседание по делу «Международного Мемориала». Адвокат Мария Эйсмонт отметила, что из девяти томов дела судья Алла Назарова значительную часть времени уделила протоколам Генпрокуратуры, среди которых были отменённые Мосгорсудом штрафы, и незначительным правонарушениям, а награды «ММ» за вклад в правозащитную деятельность изучила со скепсисом. По итогам заседания судья объявила, что суд изучил письменные материалы по иску, завершение разбирательства назначили на 11 утра 28 декабря. 15 декабря 2021 года Тверской районный суд оштрафовал ПЦ «Мемориал» на 500 тыс. рублей за отсутствие маркировки иноагента на странице «ОВД-Инфо».
16 декабря 2021 года в Мосгорсуде состоялось третье предварительное заседание о ликвидации «ММ» по иску прокуратуры. На слушании были приобщены к делу документы от защиты и истца. Первое заседание по существу дела назначено на 23 декабря 2021.
Новость о возможной ликвидации «Мемориала» вызвала широкий резонанс в обществе, были запущены многочисленные кампании в защиту организации. СПЧ назвал иск к «Мемориалу» несправедливым. Дело против «Мемориала» характеризуют как политически мотивированное давление. Ряд российских и международных правозащитных организаций, таких как Amnesty International, Civil Rights Defenders, Front Line Defenders, Human Rights Watch, Европейский центр защиты прав человека, комитет «Гражданское содействие», Комитет против пыток, Международная федерация за права человека, Норвежский Хельсинкский комитет, правление Форума гражданского общества ЕС-Россия, Центр анализа и предотвращения конфликтов выпустил совместное заявление в поддержку общества «Мемориал» и составил петицию против его закрытия на Change.org. «ОВД-Инфо» также выступила в поддержку Мемориала. Несколько сотен деятелей культуры из разных стран составили и подписали открытое письмо в защиту организации. Среди них — Стивен Фрай, Том Стоппард, Олег Басилашвили, Леонид Парфёнов, Чулпан Хаматова, Андрей Бильжо и многие другие. Нобелевские лауреаты Михаил Горбачёв и Дмитрий Муратов призвали Генпрокуратуру РФ отозвать иск к «Мемориалу». Комиссар Совета Европы по правам человека Дуня Миятович выступила с заявлением, в котором потребовала от российских властей прекратить преследование организации.
28 декабря 2021 года в Верховном суде состоялись прения сторон по делу «Международного Мемориала». В ходе заседания представитель Генпрокуратуры Алексей Жафяров заявил, что «Мемориал» «создает лживый образ СССР как террористического государства, обеляет и реабилитирует нацистских преступников». Адвокат защиты Эйсмонт отметила, что впервые в ходе процесса обвинение назвало истинную причину претензий к организации, чем фактически подтвердило, что названные ранее претензии к нарушениям закона об иноагентах являлись лишь формальным поводом. По результатам прений судья Алла Назарова постановила ликвидировать «Международный Мемориал» и все его региональные подразделения. Ян Рачинский заявил, что ММ будет обжаловать приговор и подавать апелляцию, кассационную жалобу, обратится в Конституционный суд, а если потребуется — и в ЕСПЧ.
29 декабря 2021 года в Мосгорсуде на заседании по делу правозащитного центра «Мемориал» судья Михаил Казаков также постановил удовлетворить иск обвинения и ликвидировать организацию. Обвинение настаивало, что организация участвовала в «формировании негативного восприятия судебной системы РФ», «нарушала права граждан» и способствовала развитию у них депрессивных состояний из-за отсутствия маркировки об иноагентстве на публикуемых материалах. После оглашения приговора защита также объявила, что будет его обжаловать.
С решительным осуждением ликвидации «Международного Мемориала» и Правозащитного центра «Мемориал» выступили представители США и Евросоюза, а ЕСПЧ потребовал приостановить ликвидацию. Ещё в 2013 году 11 российских некоммерческих организаций подали в него первую жалобу на российский закон об иностранных агентах, в числе заявителей были «Международный Мемориал» и Правозащитный центр «Мемориал». По заявлению ЕСПЧ вплоть до вынесения его постановления по данной жалобе исполнение судебных решений должно быть приостановлено.

### Обжалование
28 января 2022 года в Верховный суд РФ подана апелляция по решению о ликвидации «Международного Мемориала», слушания назначили на 28 февраля 2022. 4 февраля того же года организация направила в Апелляционную коллегию Верховного суда ходатайство о приостановке ликвидации.
5 февраля 2022 года Следственный Комитет начал проверку по жалобе от общества «Ветеранов России», обвиняющего «Мемориал» в «реабилитации нацизма».
22 февраля 2022 года Верховный суд отказал «Международному Мемориалу» в приостановке ликвидации. Представляющие общество юристы сообщили прессе, что намерены обжаловать это решение. 28 февраля апелляция была отклонена коллегией Верховного суда, после чего Елена Жемкова объявила прессе, что начинается процедура ликвидации общества. 4 марта в офисах «Мемориала» снова прошли обыски, была изъята документация и оргтехника. Просьба об отсрочке ликвидации согласно требованию ЕСПЧ была также отклонена судом 22 марта 2022 года: в своём решении судья Алла Назарова сослалась на аналогичный отказ ЕСПЧ от 2008 года по делу «Лодгед против Турции» (в оригинале lodged against Turkey). Юрист защиты Григорий Вайпан пытался объяснить суду, что слово lodged не является именем собственным и переводится как «поданный», и дела с таким названием не существует. 5 апреля все счета общества оказались заблокированы, поскольку Минюст к тому моменту уже удалил «Мемориал» из реестра юридических лиц. При этом закон «О некоммерческих организациях» строго регламентирует процедуру ликвидации: на неё отводится несколько месяцев, чтобы компании могли провести все оплаты сотрудникам и партнёрам.
7 марта 2022 года команда ПЦ «Мемориал» объявила о запуске инициативы под названием «„Поддержка политзаключенных. Мемориал“», которая без создания юридического лица продолжит деятельность правозащитного центра. Ян Рачинский объяснил СМИ, что сотрудники «Международного Мемориала» также продолжат свою деятельность, придётся перераспределять задачи по горизонтальной структуре организации, некоторые проекты вести на волонтёрских началах. По мнению Рачинского, полное восстановление организации будет возможно после смены политического режима в России.
5 апреля 2022 года апелляционный суд общей юрисдикции отклонил апелляцию на решение Мосгорсуда о ликвидации правозащитного центра «Мемориал».

## Продолжение работы
14 июня 2022 года был создан Центр защиты прав человека «Мемориал». Организация, которую создали сторонники и участники ликвидированного общества, продолжила работать без образования юридического лица и заниматься правозащитной деятельностью в России и других странах. Возглавили центр Олег Орлов и Сергей Давидис, руководитель запущенной в апреле 2022 программы «Поддержка заключённых. Мемориал».
Однако уже в октябре 2022 года Тверской районный суд Москвы по иску Генпрокуратуры РФ признал недействительным сделку по передаче офиса на улице Каретный ряд к НИПЦ «Мемориал». Суд постановил обратить этот офис в доход государства, а также взыскать с НИПЦ «Мемориал» 11 млн рублей.
3 марта 2023 года было возбуждено уголовное дело по статье ст. 354.1 УК РФ («о реабилитации нацизма») против неустановленных сотрудников «Мемориала». Основанием стало подозрение, что организация внесла в списки репрессированных трёх людей, «которые сотрудничали с фашистскими оккупантами в годы Великой Отечественной войны». 21 марта Следственный комитет и Центр по борьбе с экстремизмом провёли обыски в квартирах Олега Орлова, Александра Гурьянова, Никиты Петрова, Яна Рачинского, Марины Поливановой (матери сотрудницы московского «Мемориала» Александры Поливановой), Ирины Островской, Галины Иорданской и Алёны Козловой. К некоторым из них не допустили адвокатов. Часть сотрудников после обысков увезли на допросы, а против Орлова было возбуждено дело по статье 280.3 ч. 1 о повторной дискредитации Вооружённых сил РФ. Поскольку при обыске в офисе не присутствовали адвокаты, осталось неизвестным, какие документы и техника оказались изъяты. Один из сотрудников «Мемориала» обнаружил, что силовики «выпили водку, которую нашли в здании».
В ночь на 22 марта 2023 года у офиса «Мемориала» в Екатеринбурге сгорел автомобиль. Его владелец заявил, что кто-то «целенаправленно подошел, облил и поджёг» машину. Огонь перекинулся на фасад здания, помещения внутри заволокло дымом.
16 мая 2023 г. в Женеве 15 организаций сети «Мемориал» из разных стран учредили Международную Ассоциацию «Мемориал» для продолжения деятельности Международного Мемориала, ликвидированного в России.

## Премии
- «Премия Мира имени Эриха-Мария Ремарка» (2001) — от города Оснабрюк.
- Премия имени Льва Копелева (2002)[363].
- «Медаль Нансена» (2004) — ежегодная правозащитная премия Управления верховного комиссара ООН по делам беженцев.
- Премия «За правильный образ жизни» (2004) — «За то, что в трудные времена показали важность понимания исторических корней нарушений прав человека для обеспечения их уважения в будущем»[364].
- Премия имени Макса ван дер Стула (2005) — от МИД Нидерландов[365].
- Премия имени Сахарова (2009) Европейского парламента.
- Премия имени Голланца[англ.]. Присуждена Обществом защиты уязвимых народов (Германия) в 2009[366][367].
- Премия «За свободу самовыражения» (2012) — от британской неправительственной организации «Индекс цензуры».
- «Хранитель Национальной Памяти» (2012) — от польского Института национальной памяти[368].
- Нобелевская премия мира (2022), вместе с Алесем Беляцким и Центром гражданских свобод[369].